# 帕拉斯卡
帕拉斯卡（法語：Palasca，法語發音：[palaska]）是法国上科西嘉省的一个市镇，属于卡尔维区。

## 地理
帕拉斯卡（42°35'21"N, 9°2'34"E）面积49.56 平方千米，位于法国上科西嘉省，该省份位于科西嘉北部，后者为地中海西部的一座岛屿，也是法国的一个单一领土集体，位于法国大陆部分的东南面，意大利半島的西面，最临近的地块是撒丁岛。
与帕拉斯卡接壤的市镇（或旧市镇、城区）包括：诺韦拉、贝尔戈代尔、奥尔米-卡佩拉。

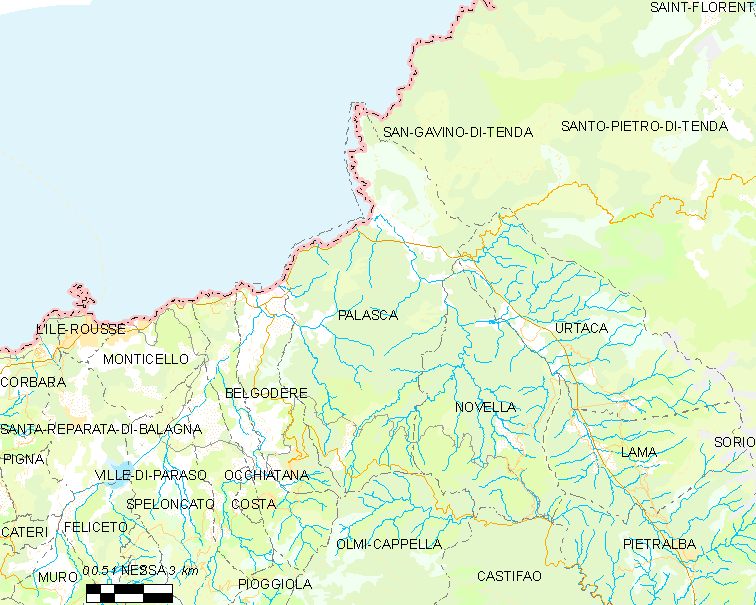
帕拉斯卡的OSM定位图

帕拉斯卡的时区为UTC+01:00、UTC+02:00（夏令时）。

## 行政
帕拉斯卡的邮政编码为20226，INSEE市镇编码为2B199。

## 政治
帕拉斯卡所属的省级选区为利勒鲁斯县。

## 人口

1962-2008年间帕拉斯卡人口变化图示

帕拉斯卡于2022年1月1日时的人口数量为190人。